# 대한민국 민사소송법 제146조
대한민국 민사소송법 제146조는 적시제출주의에 대한 민사소송법조문이다.

## 조문
제146조(적시제출주의) 공격 또는 방어의 방법은 소송의 정도에 따라 적절한 시기에 제출하여야 한다.

## 같이 보기
- 적시제출주의